# 頭陀寺城
頭陀寺城（ずだじじょう）は、現在の静岡県浜松市中央区頭陀寺町にある高野山真言宗の古刹・靑林山頭陀寺（づだぢ）の門前にあった戦国時代の日本の城。

## 概要
地元の伝承では別名市場城とも云う。引間城主・飯尾氏を寄親とする寄子の土豪・近江源氏の松下氏の居城で、松下氏は頭陀寺の寺侍であった可能性が強い。川匂庄（かわわのしょう）の領家は頭陀寺であった。
天文20年（1551年）頃から約3年間、まだ無名の豊臣秀吉が松下之綱（松下加兵衛）に仕えたと『太閤素生記』に記されている。
永禄6年（1563年）遠州忩劇（今川氏と飯尾氏の争乱）で焼き討ちに遭い、炎上する。
江戸時代は、松下之綱の長男暁綱の家系が、松下屋敷の当主となって明治38年（1905年）まで居住した。

## 遺構
遺構は1945年、アメリカ軍による空襲と艦砲射撃で、頭陀寺の本堂（法堂）、仏殿、三重塔、行者堂、庫裏、御影堂、仁王門などとともに壊滅した。
広さは約1町（109m）四方で、ほぼ土豪の一般的な大きさで、頭陀寺自体を含めると、広さについては、もっと大きかったのかもしれない。かつて、城の周囲は田となっており、戦国時代の頭陀寺城は、通称「松下屋敷跡」（別名：田中屋敷）といわれる場所の地下80cmにあることが、平成13年（2001年）10月の発掘調査でほぼ明らかになっている。また、焼き討ちにあったことを裏付ける炭跡も確認されている。
井戸跡からは大きな硯石や高級青磁の破片が発見されており、松下氏は交易商人でもあった可能性がある。
頭陀寺町第一公園の、わずかに土塁の面影を残すところにある「松下屋敷跡石碑」は、松下氏の屋敷神を祀る、「松下稲荷」の本殿のあった場所で、かつては応神天皇と敦実親王を祀っていた所である。松下稲荷は頭陀寺の境内に移転した。